# Wiktor Romaniuk
Wiktor Wołodymyrowycz Romaniuk, ukr. Віктор Володимирович Романюк, ros. Виктор Владимирович Романюк, Wiktor Władimirowicz Romaniuk (ur. 22 stycznia 1947 w Pjatychatkach, Ukraińska SRR; zm. 25 października 2017 w Kamieńskiem, Ukraina) – ukraiński piłkarz, grający na pozycji napastnika.

## Kariera piłkarska
Wychowanek klubu Awanhard Wilnohirsk. W 1966 roku rozpoczął karierę piłkarską w klubie Krywbas Krzywy Róg. Latem 1967 odszedł do Stali Dniepropetrowsk. Ale już na początku 1968 został zaproszony do Dnipra Dniepropetrowsk, w którym przez pięć sezonów był najlepszym strzelcem klubu. W 1976 zakończył karierę piłkarską.

## Życie po zakończeniu kariery piłkarskiej
Po zakończeniu kariery piłkarskiej trenował i grał w miejskiej drużynie zakładowej "Pres", potem pracował jako dyrektor w Szkole Sportowej nr 12.
25 października 2017 zmarł.

## Sukcesy i odznaczenia

### Sukcesy indywidualne
- 2-krotnie wybrany do listy 33 najlepszych piłkarzy Ukraińskiej SRR: Nr 1 (1972), Nr 3 (1973)
- 5-krotny król strzelców Dnipra Dniepropetrowsk: 1969, 1970, 1971, 1972, 1973